# کاراته در المپیک تابستانی ۲۰۲۰ – ۷۵ کیلوگرم مردان
مسابقات کومیته ۷۵ کیلوگرم مردان در کاراته در بازی‌های المپیک تابستانی ۲۰۲۰ در ۶ اوت ۲۰۲۱ در نیپون بودوکان برگزار شد.

## قالب
این مسابقه در یک مرحله گروهی در دو گروه و سپس در یک مرحله حذفی انجام شد. هر گروه متشکل از پنج ورزشکار بود. ورزشکاری که در گروه A اول شد در مرحله نیمه‌نهایی با ورزشکاری روبرو شد که در گروه B دوم شد و بالعکس. هیچ مسابقه‌ای برای مدال برنز در مسابقات کومیته وجود نداشت. بازندگان نیمه‌نهایی هر کدام یک مدال برنز دریافت کردند.

## تقویم
همه زمان‌ها به وقت محلی است (UTC+9).
| تاریخ            | زمان                    | مرحله                                                   |
| ---------------- | ----------------------- | ------------------------------------------------------- |
| جمعه، ۶ اوت ۲۰۲۱ | ۱۷:۰۰ ۲۰:۲۲ ۲۰:۵۰ ۲۱:۰۰ | مرحله گروهی نیمه‌نهایی مسابقه مدال برنز مراسم اهدای مدال |

## نتایج

### مرحله گروهی
گروه A
| ورزشکار                 | بازی | برد | تساوی | باخت | امتیاز | صلاحیت    |
| ----------------------- | ---- | --- | ----- | ---- | ------ | --------- |
| گابور هارشپاتاکی (HUN)  | ۴    | ۲   | ۱     | ۱    | ۵      | نیمه‌نهایی |
| استانیسلاو هورونا (UKR) | ۴    | ۲   | ۱     | ۱    | ۵      | نیمه‌نهایی |
| کن نیشیمورا (JPN)       | ۴    | ۲   | ۰     | ۲    | ۴      |           |
| توماس اسکات (USA)       | ۴    | ۲   | ۰     | ۲    | ۴      |           |
| عبدالله عبدالعزیز (EGY) | ۴    | ۱   | ۰     | ۳    | ۲      |           |

گروه B
| ورزشکار                  | بازی | برد | تساوی | باخت | امتیاز | صلاحیت    |
| ------------------------ | ---- | --- | ----- | ---- | ------ | --------- |
| لوئیجی بوسا (ITA)        | ۴    | ۳   | ۰     | ۱    | ۶      | نیمه‌نهایی |
| رافائل آقایف (AZE)       | ۴    | ۳   | ۰     | ۱    | ۶      | نیمه‌نهایی |
| نوح بیتش (GER)           | ۴    | ۲   | ۰     | ۲    | ۴      |           |
| Nurkanat Azhikanov (KAZ) | ۴    | ۲   | ۰     | ۲    | ۴      |           |
| Tsuneari Yahiro (AUS)    | ۴    | ۰   | ۰     | ۴    | ۰      |           |

### فینال
|  | نیمه نهایی | نیمه نهایی              | نیمه نهایی |  |  | نهایی              | نهایی              | نهایی |
|  |            |                         |            |  |  |                    |                    |       |
|  | A1         | گابور هارشپاتاکی (HUN)  | ۰          |  |  |                    |                    |       |
|  | B2         | رافائل آقایف (AZE)      | ۷          |  |  | رافائل آقایف (AZE) | رافائل آقایف (AZE) | ۰     |
|  | B1         | لوئیجی بوسا (ITA)       | ۳          |  |  | لوئیجی بوسا (ITA)  | لوئیجی بوسا (ITA)  | ۱     |
|  | A2         | استانیسلاو هورونا (UKR) | ۰          |  |  |                    |                    |       |
|  |            |                         |            |  |  |                    |                    |       |
|  |            |                         |            |  |  |                    |                    |       |
|  |            |                         |            |  |  |                    |                    |       |